# ناخيرييا (نهر)
نهر ناخيرييا (بالإسبانية: Najerilla)‏ أحد روافد نهر إبرو أكبر أنهار إسبانيا.
يبدأ في مقاطعة بورغوس ويتدفق خلال مقاطعة لاريوخا.